# Tijàniyya
La tijaniyya és una confraria sufí fundada a Algèria per Àhmad at-Tijaní el 1781/1782; aquest es va instal·lar el 1789 a Fes i va aconseguir adeptes locals i es va implantar al Marroc i després a altres regions de l'Àfrica occidental. Abd el-Kader la va atacar assetjant la seva capital Aïn Mahdi durant sis mesos, destruint-la finalment quan no es va voler incorporar a l'Emirat d'Abdelkader.
Un moviment renovador fou iniciat per Ibrahim Niasse (1900-1975) al Senegal, que va portar a l'extensió de la confraria per l'Àfrica occidental de manera espectacular després de la II Guerra Mundial.